# São Filipe (Concelho)
São Filipe ist ein Distrikt (concelho) auf der Insel Fogo im Süden der Kapverdischen Inseln. Der Hauptort des Distrikts ist São Filipe mit knapp 10.000 Einwohnern (2021).

## Geografie
Der Distrikt São Filipe umfasst den südlichen und westlichen Teil der Insel Fogo.

## Geschichte
Der heutige Distrikt entstand 1991, als der ältere Distrikt Fogo in zwei Teile geteilt wurde, wobei der südwestliche Teil zum Distrikt São Filipe und der nordöstliche Teil zum Distrikt Mosteiros wurde. Im Jahr 2005 wurde der östliche Teil von São Filipe abgespalten und zum Distrikt Santa Catarina do Fogo.

## Gliederung
Die Gemeinde besteht aus zwei Freguesias (Gemeinden):
- São Lourenço
- Nossa Senhora da Conceição

## Einwohner
| Jahr | Einwohner |
| ---- | --------- |
| 1990 | 023.127   |
| 2010 | 022.228   |
| 2021 | 020.732   |